# Chiara Costazza
Chiara Costazza (ur. 6 maja 1984 w Cavalese) – włoska narciarka alpejska, zawodniczka klubu Gruppo Sportivo Fiamme Oro|GS Fiamme Oro.

## Kariera
Po raz pierwszy na arenie międzynarodowej pojawiła się 1 grudnia 1999 roku w St. Vigilio, gdzie w zawodach FIS Race zajęła dziewiąte miejsce w slalomie. W 2003 roku wystartowała na mistrzostwach świata juniorów w Briançonnais, gdzie nie ukończyła pierwszego przejazdu slalomu. Był to jej jedyny start na imprezie tego cyklu.
W zawodach Pucharu Świata zadebiutowała 22 grudnia 2002 roku w Lenzerheide, gdzie nie ukończyła slalomu. Pierwsze pucharowe punkty wywalczyła 29 grudnia 2004 roku w Semmering, zajmując piętnaste miejsce w tej samej konkurencji. Na podium zawodów PŚ po raz pierwszy stanęła 10 listopada 2007 roku w Reiteralm, zajmując trzecie miejsce w slalomie. W zawodach tych wyprzedziły ją jedynie dwie Austriaczki: Marlies Schild i Nicole Hosp. Najlepsze wyniki osiągnęła w sezonie 2007/2008, kiedy to w klasyfikacji generalnej zajęła 27. miejsce, a w klasyfikacji slalomu była siódma. W 2006 roku wystąpiła na igrzyskach olimpijskich w Turynie, gdzie zajęła ósme miejsce w slalomie. Startowała też na igrzyskach w Vancouver w 2010 roku, igrzyskach w Soczi w 2014 oraz igrzyskach w Pjongczang w 2018 roku. Na pierwszych dwóch nie ukończyła rywalizacji w slalomie, natomiast w Pjongczang zajęła w nim 9. miejsce. Była też między innymi czternasta podczas mistrzostw świata w Schladming w 2013 roku.
Na początku sezonu 2008/2009, podczas zawodów w Aspen 29 listopada 2008 roku Włoszka doznała zerwania ścięgna Achillesa w lewej kostce. Kontuzja ta wykluczyła ją ze startów w pozostałej części sezonu.

## Osiągnięcia

### Igrzyska olimpijskie
| Miejsce | Dzień     | Rok  | Miejscowość | Konkurencja | Czas biegu  | Strata  | Zwyciężczyni     |
| ------- | --------- | ---- | ----------- | ----------- | ----------- | ------- | ---------------- |
| 8.      | 22 lutego | 2006 | Sestriere   | Slalom      | 1:31,48 min | +2,04 s | Anja Pärson      |
| DNF2    | 26 lutego | 2010 | Whistler    | Slalom      | 1:42,89 min | -       | Maria Riesch     |
| DNF2    | 21 lutego | 2014 | Soczi       | Slalom      | 1:44,54 min | -       | Mikaela Shiffrin |
| 9.      | 16 lutego | 2018 | Pjongczang  | Slalom      | 1:40,60 min | +1,97 s | Frida Hansdotter |

### Mistrzostwa świata
| Miejsce | Dzień     | Rok  | Miejscowość       | Konkurencja | Czas biegu  | Strata  | Zwyciężczyni     |
| ------- | --------- | ---- | ----------------- | ----------- | ----------- | ------- | ---------------- |
| DNF2    | 11 lutego | 2005 | Santa Caterina    | Slalom      | 1:47,98 min | -       | Janica Kostelić  |
| DNF2    | 16 lutego | 2007 | Åre               | Slalom      | 1:43,91 min | -       | Šárka Záhrobská  |
| 14.     | 16 lutego | 2013 | Schladming        | Slalom      | 1:39,85 min | +1,90 s | Mikaela Shiffrin |
| 16.     | 14 lutego | 2015 | Vail/Beaver Creek | Slalom      | 1:38,48 min | +3,43 s | Mikaela Shiffrin |
| DNF1    | 18 lutego | 2017 | Sankt Moritz      | Slalom      | 1:37,27 min | -       | Mikaela Shiffrin |

### Mistrzostwa świata juniorów
| Miejsce | Dzień   | Rok  | Miejscowość  | Konkurencja | Czas biegu  | Strata | Zwyciężczyni         |
| ------- | ------- | ---- | ------------ | ----------- | ----------- | ------ | -------------------- |
| DNF1    | 7 marca | 2003 | Briançonnais | Slalom      | 1:38,53 min | -      | Michaela Kirchgasser |

### Puchar Świata

#### Miejsca w klasyfikacji generalnej
- sezon 2004/2005: 90.
- sezon 2005/2006: 37.
- sezon 2006/2007: 50.
- sezon 2007/2008: 27.
- sezon 2008/2009: 108.
- sezon 2009/2010: 66.
- sezon 2010/2011: 114.
- sezon 2011/2012: 95.
- sezon 2012/2013: 69.
- sezon 2013/2014: 50.
- sezon 2014/2015: 43.
- sezon 2015/2016: 68.
- sezon 2016/2017: 40.
- sezon 2017/2018: 52.

#### Miejsca na podium w zawodach
1. Reiteralm – 10 listopada 2007 (slalom) – 3. miejsce
2. Lienz – 29 grudnia 2007 (slalom) – 1. miejsce